# Vila Cortês da Serra
Vila Cortês da Serra is een plaats (freguesia) in de Portugese gemeente Gouveia en telt 312 inwoners (2001).